# Política econòmica procíclica
La política econòmica procíclica consisteix en el conjunt d'accions governamentals dutes a terme en el mateix sentit que els cicles econòmics, és a dir, augmentar la despesa pública i reduir els impostos durant els períodes de creixement econòmic, i reduir la despesa i augmentar els impostos durant una recessió.
Les polítiques econòmiques procícliques són àmpliament criticades per acréixer el cicle econòmic, especialment en situacions de recessió.